# Bambolim
Bambolim là một thị trấn thống kê (census town) của quận North Goa thuộc bang Goa, Ấn Độ.

## Nhân khẩu
Theo điều tra dân số năm 2001 của Ấn Độ, Bambolim có dân số 5319 người. Phái nam chiếm 64% tổng số dân và phái nữ chiếm 36%. Bambolim có tỷ lệ 82% biết đọc biết viết, cao hơn tỷ lệ trung bình toàn quốc là 59,5%: tỷ lệ cho phái nam là 89%, và tỷ lệ cho phái nữ là 70%. Tại Bambolim, 10% dân số nhỏ hơn 6 tuổi.